# NGC 1958
NGC 1958 је збијено звјездано јато у сазвежђу Златна риба које се налази на NGC листи објеката дубоког неба.
Деклинација објекта је - 69° 50' 13" а ректасцензија 5h 25m 30,6s. Привидна величина (магнитуда) објекта NGC 1958 износи 13,0 а фотографска магнитуда 13,5. NGC 1958 је још познат и под ознакама ESO 56-SC119.